# Prispodoba o bezumnom bogatašu
Prispodoba o bezumnom bogatašu je poznata Isusova prispodoba, koja govori o bezumnosti prijanjanja uz materijalno bogatstvo.
Prispodoba se nalazi u kanonskom Evanđelju po Luki (Lk 12,13-21) i u nekanonskom Evanđelju po Tomi. Kod Luke odmah u nastavku slijedi pouka "Ne budite zabrinuti za život." Ovu prispodobu prikazivali su mnogi umjetnici, između ostalih: Rembrandt, Jan Luyken, James Tissot i David Teniers Mlađi.
```
"Tada im pridometnu još jednu prispodobu: "Jedan bogat čovjek imao je njivu, koja mu je nosila bogat prihod. Tada je mislio u sebi: Što da činim? Nemam u što skupiti svoju ljetinu. Ovako ću činiti, reče: Srušit ću žitnice svoje i sagradit ću veće. U njih ću skupiti sav prihod svoj i sva dobra svoja. Onda ću reći duši svojoj: "Dušo moja, imaš veliko imanje na mnogo godina. Otpočini, jedi, pij i uživaj! Ali Bog mu reče: "Luđače, još ove noći potražit će dušu tvoju od tebe! Kojemu će tada pripasti, što si nakupio. Tako biva onome, koji sebi zgrće blago, mjesto da bude bogat u Boga."(Lk 12,16-21)
```

Bogati čovjek u ovoj prispodobi predstavljen je negativno, kao primjer pohlepe. Izgradnjom veće žitnice izbjegao je korištenje obradive zemlje za skladištenje, na taj način uvećavajući prinos i omogućujući sebi čekati rast cijene prije prodaje. Sveti Augustin objašnjava da je seljak "namjeravao da ispuni svoju dušu prekomjernim i nepotrebnim hedonizmom i bio je ohol ne obazirući se na sve one prazne trbuhe sirotih. On nije shvaćao da su trbusi siromaha mnogo sigurnije skladište nego njegove žitnice," jer bi tako sakupljao dobra djela spašavajući svoju dušu od vječne propasti nakon smrti.
Arland Hultgren smatra da prispodoba o bezumnom bogatašu "pruža primjer kakav netko ne treba biti. Osoba čiji je identitet vezan bogatstvom, položajem i uspjesima — i gonjen njihovim stjecanjem — može lako završiti nesvjesna poziva Boga i potrebe bližnjega". Bezumnost bogataša posebno leži u činjenici, da bogatstvo ne može jamčiti budućnost na sudnji dan, koji je ovom bogatašu iz prispodobe došao brže nego što je očekivao.